# 전우치
전우치(田禹治, 생몰년 미상)는 조선시대 중종~명종 연간에 활동했던 기인·환술가이다. 호는 우사(羽士), 본관은 담양이다.

## 이력
송도(松都: 현재의 개성특별시) 출신으로 보이며, 환술(幻術: 변신술, 둔갑술)과 도술(道術)에 뛰어났음은 여러 기록에 보인다. 박광우(朴光佑: 1495년 9월 18일(음력 8월 30일)~1545년 11월 8일(음력 10월 5일)), 나식(羅湜: 1498년~1546년 11월 25일(음력 11월 3일)) 등과 같은 시대를 살았던 사람이다. 그리고 시에도 능해서, 적어도 시 두 수가 전한다. 그런데 조정에서 이 사람을 대단히 위험한 인물로 생각했던 것으로 보인다. 스스로 목매어 죽었으며, 묘소는 재령군에 있다.

## 관련 작품

### 드라마
- 《전우치》 (KBS2 수목 특별기획 드라마, 2012년 하반기 방영작, 배우 : 차태현)
- 《옥중화》 (MBC, 2016년 상반기 방영작, 배우 : 이세창)

### 영화
- 《전우치》 (2009년, 배우 : 강동원)

## 같이 보기
- 전우치전
- 홍길동전
- 홍길동
- 서경덕
- 임꺽정
- 장길산

## 참고 문헌
- 《어우야담》
- 《청장관전서》
- 《장음정유고》
- 《학당유고》
- 《송자대전》
- 《성소부부고》
- 《오주연문장전산고》
- 《지봉유설》
- 《송와잡설》